# Anton Konrad Friedrich Ahrens
Anton Konrad Friedrich Ahrens (* Oktober 1747; † 25. Februar 1811 in Braunschweig) war ein Mitarbeiter am herzoglichen Kunst- und Naturalienkabinett, Vorläufer des heutigen Herzog Anton Ulrich-Museums und des Naturhistorischen Museums in Braunschweig.

## Leben
Anton Konrad Friedrich Ahrens wurde 1747 geboren. Er war über 42 Jahre in mehreren Funktionen für das 1754 gegründete herzogliche Kunst- und Naturalienkabinett tätig. Im Jahr 1765 wurde er Schreiber als Mitarbeiter des Registrators und späteren Direktors Johann Heinrich Haeberlin, bevor er 1776 zum Registrator und 1780 zum Sekretär ernannt wurde. Ahrens verfasste mehrere Inventare der Sammlung, in denen nahezu der gesamte zwischen 1765 und 1811 nachweisbare Bestand erfasst wurde. Er ist damit für die Geschichte der Sammlung von herausragender Bedeutung. Ahrens erstellte zwischen 1766 und 1810 allein 14 Inventare und Register zum Kupferstichkabinett. Seine Bestandskataloge sind in mehreren großen Foliobänden im Herzog Anton Ulrich-Museum überliefert.
Ahrens starb im Februar 1811 im Alter von 63 Jahren in Braunschweig.

## Schriften (Auswahl)
- Verzeichnis der historischen, architectonischen und andern Bücher mit Kupferstichen, welche in dem kleinen Cabinet stehen. 1790. (Digitalisat)
- Catalogus von den auf dem Museo zu Braunschweig befindlichen Büchern, welche Erdbeschreibung, Philosophie und insonderheit Naturgeschichte betreffen. 1795. (Digitalisat)